# Sveriges Bussföretag
Sveriges Bussföretag är en bransch- och arbetsgivarorganisation för Sveriges bussföretag och bussresearrangörer. Förbundet är ett av flera förbund inom Transportföretagen i Svenskt Näringsliv. Sveriges Bussföretag bildades den 1 januari 2014. Det var medlemmarna i det tidigare Bussarbetsgivarna (BuA) inom Transportföretagen / Svenskt Näringsliv och Bussbranschens Råd för forskning och utveckling (tidigare Svenska Bussbranschens Riksförbund (BR) som beslöt att bilda ett gemensamt bransch- och arbetsgivarförbund för svenska bussföretag och bussresearrangören. Medlemskap i Sveriges Bussföretag förutsätter också medlemskap i Svenskt Näringsliv. 
Sveriges Bussföretag verkar för medlemsföretagens intressen genom arbetsrättslig rådgivning, kollektivavtalsförhandlingar samt förhandlings- och processhjälp i arbetsrättsliga tvister av principiell karaktär kopplade till kollektivavtalen. Vidare arbetar förbundet med långsiktig påverkan som rör alla förbundets medlemmar avseende närings-, bransch- och arbetsgivarpolitiska frågor.
Sveriges Bussföretag har 5 regionala avdelningar där medlemsföretagen driver regionala och lokala branschfrågor. 
Tillsammans med Svensk Kollektivtrafik, Svenska Taxiförbundet, Tågföretagen Startsida - bransch- och arbetsgivarorganisation för tågföretag, Sveriges Kommuner och Landsting (SKL) samt  Jernhusen ingår Sveriges Bussföretag i Partnersamverkan för en förbättrad kollektivtrafik. Partnersamverkan för en förbättrad kollektivtrafik är en samverkansarena för aktörerna inom kollektivtrafiksverige. Det övergripande målet för Partnersamverkan är att kollektivtrafiken ska nå en fördubblad marknadsandel. En del i det gemensamma arbetet är att ta fram modellavtal och rekommendationer för den upphandlade kollektivtrafiken. Arbetet bedrivs i en partsammansatt kommitté, Kollektivtrafikens Avtalskommitté inom Partnersamverkan.
Sveriges Bussföretag är medlemmar i de internationella organisationerna UITP och International Road Transport Union, IRU.

## Medlemmar
Vid starten hade förbundet knappt 400 medlemsföretag verksamma över hela Sverige. 2025 är medlemssiffran 235, då flera medlemsföretag köpts upp av andra företag och några valt att lägga ned sin verksamhet efter det stålbad som pandemin innebar för hela kollektivtrafiken. Medlemmarna i Sveriges Bussföretag bedriver offentligt upphandlad linjetrafik och skolskjuts, kommersiell linjetrafik (expressbuss) samt turist- och beställningstrafik. Medlemsföretagens storlek varierar från företag med inga anställda utöver ägaren och ägarens familj till stora företag med flera tusen anställda. I medlemskretsen finns såväl privatägda familjeföretag som offentligt och publikt ägda företag. Ett antal medlemsföretag är också researrangörer, med ett omfattande eget reseprogram.
Till förbundet finns även ett antal branschpartners, kommunalt ägda bussbolag, som har sin arbetsgivartillhörighet inom arbetsgivarförbundet KFS. Leverantörer och intressenter till branschen kan söka som branschintressenter till förbundet.

## Organisation
Förbundets högsta beslutande organ är stämman. Förbundets verksamhet leds av en styrelse som utses av stämman. Förbundets första styrelseordförande var Jan Bosaeus, tidigare VD i Nobina Sverige AB. Sedan 2020 är Tomas Byberg, VD Byberg & Nordin, förbundets ordförande. Förbundets första VD var Peter Jeppsson (2014-2016), tillika tidigare VD i Transportföretagen (tidigare TransportGruppen). Han efterträddes av Mattias Dahl. 2019-2025 var Marcus Dahlsten VD i Sveriges Bussföretag och i Transportföretagen  Han efterträds av Johan Hagelqvist från 1 januari 2026. Branschchef och vice VD är Anna Grönlund. Förhandlingschef och vice VD är Linn Sidén.